# Aida Ward
Aida Ward (Washington, 11 de febrero de 1903; Washington, 23 de junio de 1984) fue una cantante estadounidense de jazz. 

## Trayectoria
Se graduó en la escuela secundaria Dunbar. Estudió música clásica y como miembro de la Séptima Iglesia de Cristo Científico en Washington participó activamente en el comité de música. En 1923, apareció en un concierto en la Segunda Iglesia Bautista.
Se casó dos veces y tuvo un hijo
Alrededor de 1924 se traslada a Nueva York, donde trabajó en el escenario, en radio y en clubs nocturnos. 
Su carrera profesional como cantante de jazz comenzó en el club nocturno Cotton Club de Harlem donde era animadora habitual en las orquestas de Duke Ellintong y Cab Calloway con las que realizó algunas giras por Estados Unidos y Canadá. Popularizó la canción I Can't Give You Anything But Love
Empezó su carrera en los escenarios con Dixie to Broadway y alcanzó la fama con el musical Blackbirds of 1928, en el que actuó junto a Bill Robinson y Adelaide Hall.
Hacia finales de la década de 1940 volvió a Washington y dirigió una residencia de ancianos.